# Zirkus Jekaterinburg

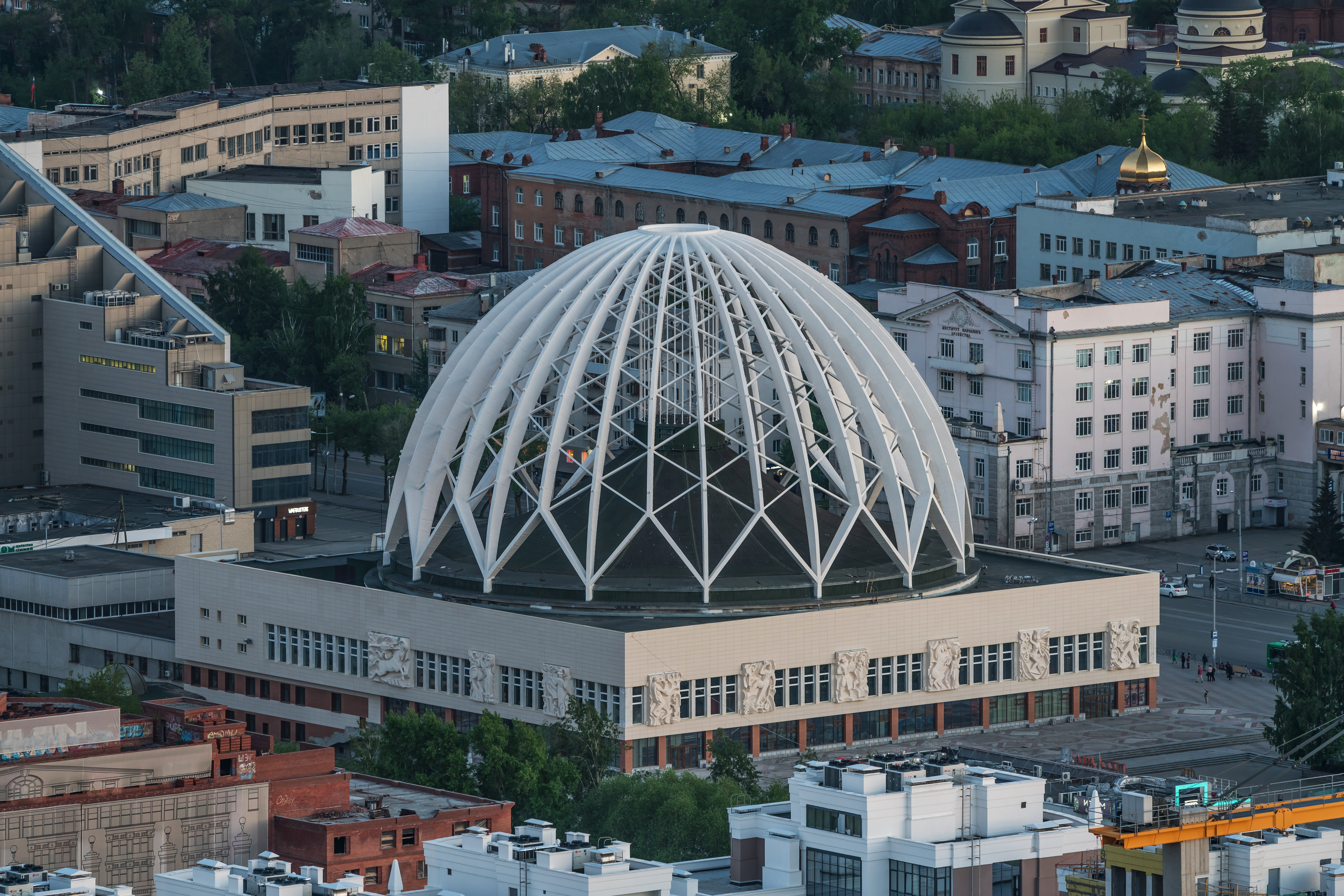
Das Zirkusgebäude: Blick von der Aussichtsplattform des Vysotsky-Hochhauses

Der Staatliche Zirkus Jekaterinburg (russisch Екатеринбургский государственный Цирк) ist ein Zirkusgebäude, welches wegen der markanten, durchbrochenen Stahlkonstruktion seiner Kuppel eines der Wahrzeichen von Jekaterinburg ist. Das Gebäude wurde 1980 errichtet, basierend auf Entwürfen der Architekten Julian L. Schwarzbreim (russisch Ю. Шварцбрейм) und M. Korobkow (russisch М. Коробков), es bietet 2600 Zuschauern Platz.